# چهل دختران (بویراحمد)
چهل دختران (بویراحمد)، روستایی از توابع بخش لوداب شهرستان بویراحمد در استان کهگیلویه و بویراحمد ایران است.این روستای کوچک براساس سرشماری مرکز آمار ایران در سال ۱۳۸۵، دارای ۱۹ نفر جمعیت بوده است که شامل چهار خانوار بوده است،اما اکنون به ۲۳ نفر افزایش یافته است.

## جمعیت
این روستا در دهستان لوداب قرار دارد و براساس سرشماری مرکز آمار ایران در سال ۱۳۸۵، جمعیت آن ۱۹ نفر (۴خانوار) بوده‌است.